# Ibrahim Haji Jama Mee'aad
Ibrahim al-Afghani, né en 1960 à Hargeisa (Somaliland) et mort le 20 juin 2013 à Brava (Somalie), également désigné sous les noms d’Ibrahim Haji Jama Mee’aad et d’Abu Bakr As Zayli’i, est une figure notable du mouvement Al-Shabaab, organisation insurgée luttant contre le gouvernement fédéral de transition de la Somalie. Issu du sous-clan Habr Awal, appartenant à la confédération clanique Isaaq.

## Biographie
Né en 1960 à Hargeisa, Afghani, issu d'une fratrie de sept enfants au sein d'une famille pieuse, fut élevé dans un environnement empreint de ferveur religieuse. Il fréquenta l'établissement secondaire Farah Omaar, où ses condisciples le décrivaient comme un individu d'une piété profonde et versé dans les préceptes de l'islam. Durant ses années d'études, il s'associa à un cénacle restreint, nommé « Al-Wahdat al-Shabaab al-Islam », placé sous l'égide du cheikh Ali Warsame, lequel prônait une observance rigoureuse du salafisme et une interprétation stricte de la loi islamique. En 1981, Afghani quitta la Somalie pour poursuivre des études supérieures aux États-Unis, où il s'inscrivit à l'Université du District de Columbia. Il consacra une part notable de son temps au Centre islamique de Washington.

### Guerre civile somalienne
Vers 1987 ou 1988, Afghani fit la rencontre d’Abdullah Azzam, un érudit palestinien de renom, qui parcourait le globe pour recueillir des fonds destinés à soutenir les moudjahidines durant le conflit soviéto-afghan. À l’automne 1988, à l’expiration de son visa d’étudiant aux États-Unis, Afghani se rendit en Égypte, puis au Pakistan, avant de gagner la ville de Peshawar, située à proximité de la ligne Durand. Peu après le décès d’Azzam en novembre 1989, il retourna en Somalie. À la suite du renversement du gouvernement somalien en 1991, Afghani, en compagnie d’autres islamistes, établit un camp d’entraînement militaire dans la ville portuaire de Kismaayo, dénommé « camp Khalid ibn Walid ». En l’espace de trois mois, ce camp enrôla plus d’un millier d’individus, dont un grand nombre était affilié à l’organisation Al-Itihad Al-Islami (AIAI). Cette affluence incita Afghani et d’autres djihadistes à fonder plusieurs autres camps dans le sud de la Somalie. En 1991, il s’engagea officiellement comme combattant au sein de l’AIAI, participant aux combats sur les lignes de front contre les forces éthiopiennes au cours des années 1990. En 1996, des dissensions au sein de la direction de l’AIAI, notamment sur la question de l’engagement dans des actions violentes et militantes, conduisirent à la fragmentation de l’organisation en plusieurs groupes dissidents. 
En 1998, Afghani fit la rencontre d'Ahmed Godane, alors établi en Afghanistan où il poursuivait des études et suivait un entraînement. 
En 2002, Godane et al-Afghani, accompagnés de leurs partisans, se rendirent dans la région somalienne de l’Éthiopie afin d’y établir un nouveau mouvement djihadiste. Au cours de leur séjour, ils organisèrent une embuscade contre un convoi de marchands de khat en provenance du Somaliland à destination de l’Éthiopie. Cette attaque se solda par la mort des trafiquants et la saisie d’une somme estimée à environ un million de dollars. Les autorités éthiopiennes parvinrent à appréhender la majorité des assaillants ; toutefois, Godane et al-Afghani réussirent à se soustraire à la capture. Quelques mois plus tard, ils trouvèrent refuge dans le sud de la Somalie, région alors dépourvue de gouvernement effectif. Vers la fin de l’année 2002, forts de la fortune acquise lors de cette entreprise criminelle, Godane et al-Afghani s’impliquèrent activement au sein de l’Union des tribunaux islamiques de Mogadiscio. En 2005, un camp d’entraînement, dénommé « Salahuddin Muaskar », fut établi, avec Godane à sa tête en qualité de chef et al-Afghani assumant le rôle de formateur principal et de dirigeant suprême.

### Al-Shabaab
Afghani occupa par le passé les fonctions de premier chef adjoint d’Al-Shabaab, tout en ayant la charge de l’économie et des finances du mouvement. Il fut également émir provisoire du Bas-Juba et administrateur de Kismaayo, où il dirigea une structure gouvernante de sept membres, composée de représentants d’Al-Shabaab, de factions résiduelles de milices islamistes locales et d’anciens des clans de la région,,. Le 25 juin 2011, une frappe de drone Predator cibla un camp d’entraînement d’Al-Shabaab au sud de Kismaayo, en Somalie. Bien que des rumeurs aient circulé sur sa mort lors de cette attaque, il survécut apparemment et se retira finalement d’Al-Shabaab en décembre 2011.

### Mort
Depuis plusieurs mois, les dissensions intestines au sein d'Al-Shabaab se sont accrues, exacerbées par les critiques formulées à l'encontre du chef de l'époque, Ahmed Godane, concernant ses décisions, notamment la fusion avec Al-Qaïda et la gestion des combattants étrangers. Ces tensions se sont cristallisées autour de la situation d'Omar Hammami, alors traqué par le groupe pour sa défection. En avril 2013, une missive ouverte, attribuée à Ibrahim al-Afghani et adressée à Ayman al-Zawahiri, chef d'Al-Qaïda, fut diffusée sur des sites extrémistes, vilipendant le commandement de Godane. Ces divergences ont engendré des violences internes, Godane procédant à une purge quasi systématique de ses détracteurs. Les circonstances du trépas d'Afghani demeurent controversées. Le soir du 19 juin 2013, l'Amniyat, police secrète d'Al-Shabaab, investit la ville de Barawe, érigeant des barrages et déployant des combattants autour des édifices stratégiques. Selon des témoignages, Afghani, se rendant sans escorte à une mosquée proche après la prière du Maghreb, fut abordé par un groupe de jeunes gens. L'un d'eux lui serra la main avant qu’un second, surgissant par-derrière, ne lui tirât une balle dans la tête. Grièvement atteint, Afghani fut ensuite la cible de tirs provenant d'individus descendus d’un véhicule stationné. L’un des assaillants aurait proféré le terme « Munafiq », désignant en arabe un hypocrite. Le corps d’Afghani fut ensuite emporté dans la voiture vers une destination inconnue. Le 29 juin 2013, Abu Musab, porte-parole militaire d'Al-Shabaab, déclara qu'Afghani avait été occis le 20 juin 2013 lors d’un échange de tirs, alors qu’il résistait à son arrestation. Cependant, des proches, dont la sœur d’Afghani, affirmèrent qu’il avait été exécuté sommairement par les militants. 